# Rafael Costa
Rafael Costa dos Santos (São Luís, 23 agosto 1987) è un calciatore brasiliano, attaccante svincolato.

## Palmarès

### Competizioni statali
- Campionato Catarinense: 1

Avaí: 2010
- Campionato Cearense: 1

Ceará: 2017
- Campionato Maranhense: 1

Sampaio Corrêa: 2022